# Tượng a-di-đà
Thời Lý, đạo Phật phát triển với nhiều chùa, đền, tháp và các tượng hình. Tiêu biểu cho nền điêu khắc thời Lý là Rồng thời Lý, và tượng A-di-đà. Tượng tạc từ đá xám xanh nguyên khối. Tượng được tạc một cách công phu làm cho tượng thêm vẻ nghiêm trang, đẹp mắt. Dù nghiêm trang nhưng nhìn tượng rất sinh động. Tượng được đặt tại Chùa Phật tích.